# 浪漫特快
浪漫特快（另譯羅曼史號；日语：／ odakyū romansukā）是日本小田急電鐵的全車對號入座收費特急及其所使用的特急列車的統稱。根據列車運行路線的不同，有直通至箱根登山線及東京地下鐵千代田線及東海旅客鐵道（JR東海）御殿場線的列車。浪漫特快是小田急電鐵的註冊商標。

## 特色
對運行特急列車的公司來說，其特急列車堪稱該公司的招牌。小田急浪漫特快強調其通往箱根、小田原、丹澤、湘南、富士、西伊豆等著名觀光地的便利性。過去該列車的乘客多是從東京（新宿）出發前往小田原、箱根的觀光客，運行系統也以中途不停車為主流。另外，其名稱是來自於「不曾相識的2人相鄰而坐，在去往觀光地的途中發生了『羅曼史』」的想法。
同時，就通勤的角度來說，這一列車也是先進的。日本國有鐵道（國鐵）使用特急電車作為「返家快車」是自1984年開始，而小田急早在1967年就在新宿車站 - 新原町田車站（現町田車站）間於通勤時間帶開行特急「あしがら」號列車。
近年由於自駕車觀光的發達，直通前往箱根的需求減少。由於沿線人口的增加而導致特急的乘客的乘車目的多為日常的通勤及購物。受此影響，特急途中停車的車站數量增加。車輛方面，座位較多注重實用的30000型「EXE」也成為主流。不過，以重振箱根觀光為目標的50000型「VSE」也投入了運營。

### 展望席
3100型「NSE」將駕駛席設計為2層，其下方設有展望席，這一設計到7000型「LSE」、10000型「HiSE」為止約沿用了25年，因而「小田急浪漫特快」=「在車頭有展望席的特急電車」的形象廣為人知。而50000型「VSE」也沿襲了這一設計。
不過在1990年代，作為替代3000型「SSE」而生產的20000型「RSE」未設展望席。之後作為替代3100型「NSE」而生產的30000型「EXE」也未設展望席。結果由於從10000型「HiSE」之後設有展望席的列車不再登場，從鐵道迷和一些家庭旅客，特別是兒童有「小田急不開浪漫特快了」的批評。不過，由於一些全程乘坐的旅客有「設有展望席比較好」的意見，也使得時隔17年再次製造設有展望席的列車50000型「VSE」。
另外，7000型LSE和10000型HiSE雖設有14席展望席，不過小田急電鐵只把從最前排的3列的12席以「展望席」的名稱售票。第4排以後的2席以「一般席」名稱銷售。而50000型VSE在展望席部分的16席均以「展望席」名稱銷售。

### 餐車服務
50000型「VSE」提供咖啡廳及送餐到席服務。這可看作是戰後的1910型服役到1995年為止實施的「移动咖啡厅」服務的復活。
「移動咖啡廳」服務由日東紅茶（三井農林）和森永天使兩家公司提供。服務員接受乘客的點餐，提供以紅茶為主的飲品和小吃，並送至旅客的座席。不過由於到1990年代後運輸重點轉為短距離運輸，車內餐飲服務也改為服務員在車內販賣的形式。另外，30000型「EXE」在車內設有飲料的自動販賣機。

## 運行概要
特急「浪漫特快」在小田急電鐵已成為一個列車級別，不過由於全列車都是對號入座，根據列車的運行區間、停車車站、運行時間，而有以下的列車名。

### 列車名及運行區間
「超級箱根」「箱根」：新宿車站 - 箱根湯本車站
經由小田原車站直通至箱根登山線（單向直通）。
「相模」：新宿車站 - 町田車站、相模大野車站、本厚木車站、小田原車站
所有列車為小田原線内發車。不行駛至箱根登山線。
「江之岛」：新宿車站 - 藤澤車站、片瀨江之島車站
在新宿車站 - 相模大野車站之間行駛，由「箱根」「相模」合併行駛的列車。另外也有全區間單獨行駛的列車。
「富士山號」：新宿車站 - 御殿場車站
經由松田車站直通至東海旅客鐵道（JR東海）御殿場線（單行直通）。
Homeway號列車「Homeway」
新宿車站18時以後出發的下行列車的共通名稱。
箱根號列車「metro箱根」：北千住車站 - 箱根湯本車站
經由代代木上原車站直通至東京地下鐵千代田線（單向），也經由小田原車站直通箱根登山線（單向）。在地下鐵線内也是以特急形態運行，在北千住、大手町、霞關、表参道停車。
「Metro相模」：北千住車站 - 本厚木車站
經由代代站木上原車站直通東京地下鐵千代田線的相模列車。
metroHomeway號列車「metrohomeway」：北千住車站、大手町車站 - 本厚木車站
經由代代木上原車站直通東京地下鐵千代田線的Homeway列車。

### 限定運行日的列車及運行區間
「New Year Express」：新宿車站 - 片瀨江之島車站等
2001年12月31日開始運行。是毎年除夕夜到翌年1月1日早晨徹夜運行的臨時特急。從該列車的前身「初詣號」開始，為服務前往明治神宫參拜的参詣客，在平時只有各站停車列車才會停車的参宮橋車站也會停車。
「Bay Resort」：新木場車站 - 本厚木車站
2008年開始運行。經由代代木上原車站直通東京地下鐵千代田線、有樂町線（單向），主要在每月的第2個和第4個週六運行。從千代田線開往有樂町線時雖經過連接霞關車站和櫻田門車站的連絡線但並不經停這兩個車站。2011年11月停止運行。
「湘南海洋」：新宿車站 – 片瀨江之島車站
在暑假期間的週一到週五，開往江之島線的特急列車。從2008年開始運行。
「Metro湘南海洋」：北千住車站 – 片瀨江之島車站
經由代代站木上原車站直通東京地下鐵千代田線的湘南海洋列車。

## 車輛
帶有「 」標誌的是作為特急專用車輛，並不降格改造為一般車輛的前提製造的。另外，小田急將3000型「SE」之後帶括號的列車都稱為「浪漫特快」。另外，從3000型之後到最新的70000型，除了30000型之外的各種電車均獲得了藍絲帶獎，獲得了鐵道迷很高的評價。2024年9月9日，小田急電鐵宣布於2029年3月將新型的浪漫特快列車投入使用。

### 現役車輛
- 30000型「EXE」（1996年 - )
- 60000型「MSE」（2008年3月15日 - ）
- 30000型「EXEα 」 (2017年 - )
- 70000型「GSE」 (2018年3月17日 - )

### 退役車輛

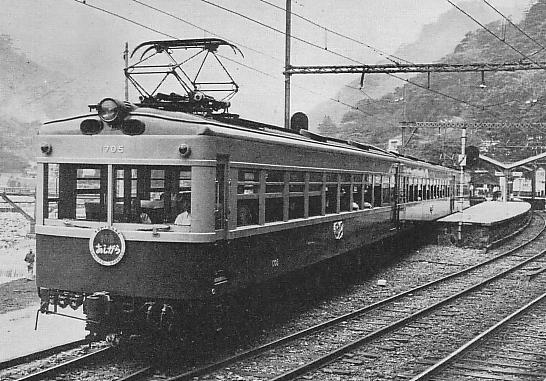
1700型

- 1910型（1949年 - 1951年）
- 1700型（1951年 - 1959年）
- 2300型（1955年 - 1959年）
- 3000型「SE」「SSE」（1957年 - 1968年 - 1991年）
- 3100型NSE（1963年 - 1999年）
- 10000型「HiSE」（1987年 - 2012年）
- 20000型「RSE」（1991年 - 2012年）
- 7000型「LSE」（1980年 - 2018年）[7]
- 50000型「VSE」（2005年3月19日 - 2023年12月10日）

### 他社行駛至小田急線的車輛
- JR東海371系電聯車（1991年 - 2012年，JR東海所有，僅限「朝霧」號）

## 歴史

### 前史 - 周末温泉急行

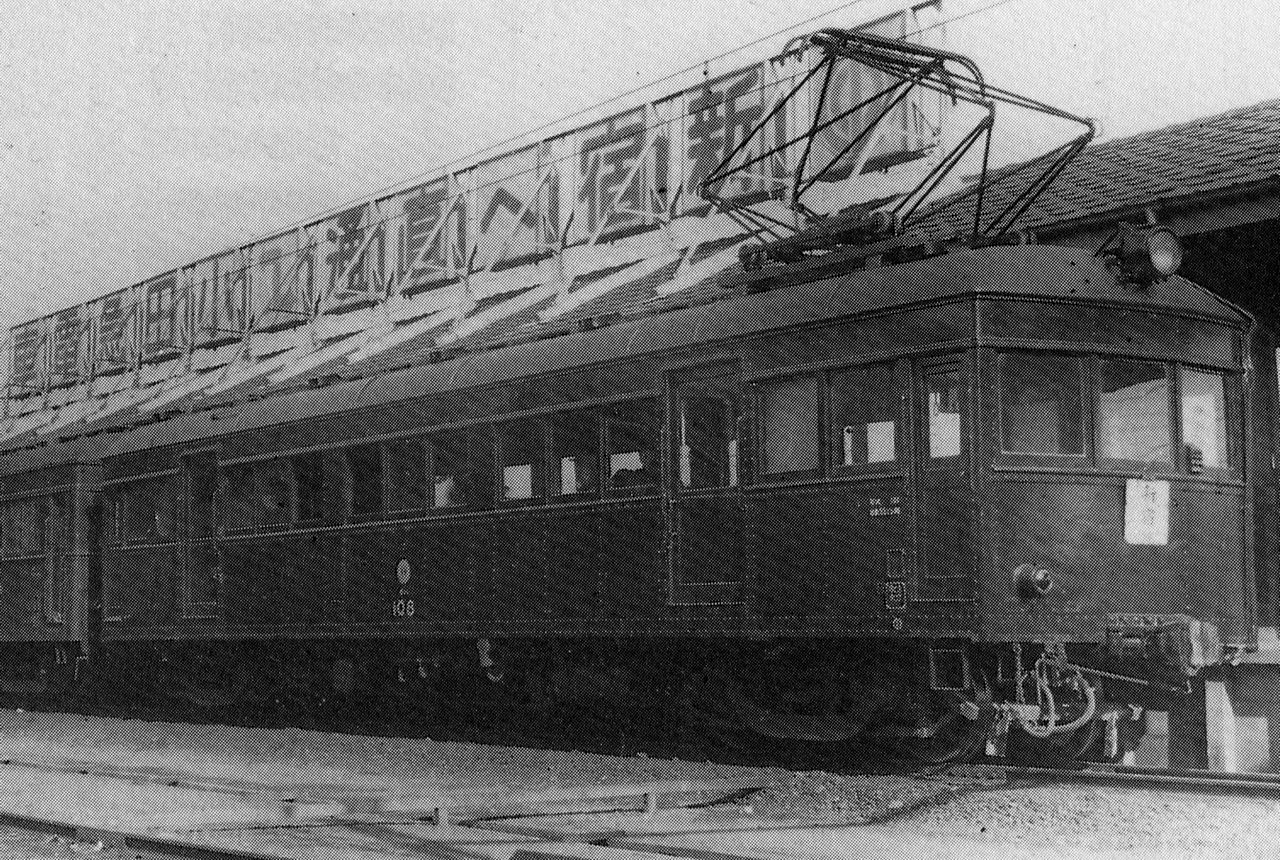
101形

- 101形1935年（昭和10年）6月1日，在星期六日、假日，開行於新宿車站 - 小田原車站之間直达电車的「週末温泉列車」開始運行，使用的车辆是横排座椅，带有卫生间的101形电车。
- 1942年（昭和17年）1月，由於太平洋戰争，「週末温泉列車」停止運行，小田急公司也和东京横滨电铁合并成立东京急行电铁（大东急）[8]。

### 第二次世界大战之後

#### 开始直达特急运营
- 1948年（昭和23年）
  - 8月13日、27日：特急試行。13日是1805+1853的2輛編成，27日是1601+1607的2輛編成，新宿車站 - 小田原車站之間耗時95分20秒。

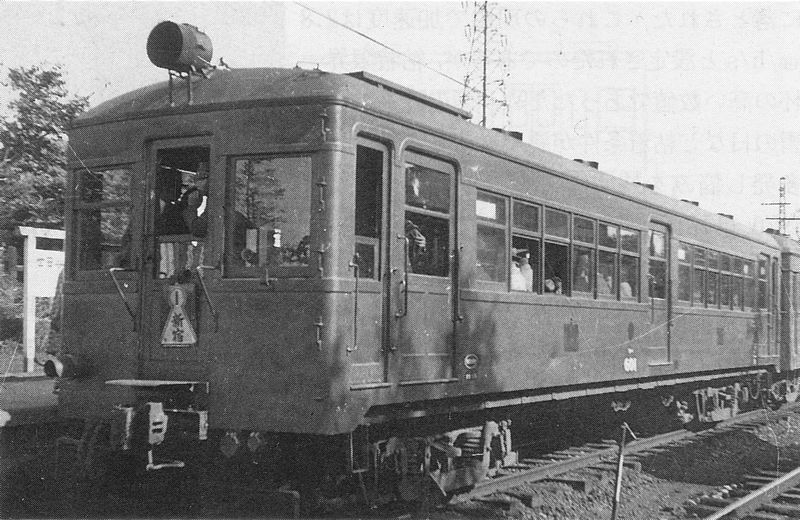
1600形

  - 1600形10月16日：名為「戰災復興車」的1607+1651、1601+1602、1610+1315 3編成的新宿車站 - 小田原車站間無停車的特急開始於每週的週六和休息日運行。當天開始實施特別急行票價制度（新宿車站＝小田原車站50日圓）。本來計劃從10月9日開始運行，不過由於颱風導致延期。

#### 特急车辆1910形登场
- 1949年（昭和24年）
  - 9月17日：1910型開始服役。同時開始提供「移動咖啡廳」服務。
  - 10月1日：新宿車站 - 小田原車站之間的特急改為毎日運行。

#### 箱根登山铁道直通运行开始
小田急开始尝试进军箱根登山铁道的箱根汤本站。但有3个主要问题需要解决。1，小田急轨距为1067mm的窄轨，箱根登山铁道采用的是1435mm的标准轨；从小田原至箱根汤本区间被称作“平坦线”，而登山铁道线有80‰的急升区间；架线电压小田原和箱根汤本间有900V的差距。为了克服这些问题，小田急分别采取了引入第三轨；升压的方式解决。
- 1950年（昭和25年）8月1日：開始運行至箱根登山線箱根湯本車站。同時開始使用「浪漫特快」這一名稱。

#### 特急专用车1700形登场
- 1951年（昭和26年）

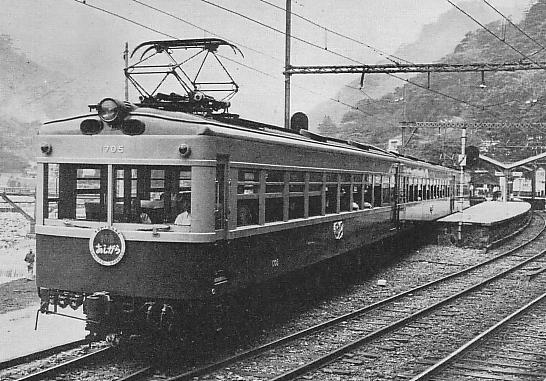
1700形

  - 1700形2月1日：設有浪漫席的1700型開始投入使用。
  - 7月：新宿車站＝片瀨江之島車站間的納涼啤酒列車「すず風号」「いそ風号」開始運行。
  - 8月20日：實施對號入座（指定席）。
- 1953年（昭和28年）7月：做為小田急浪漫特快的象徵標誌，「白百合」標誌裝著在1700型電車上。
- 1954年（昭和29年）7月13日：制定江之島線的特急票價。
- 1955年（昭和30年）
  - 4月1日：[[小田急2300型電力動車組|2300型]]投入使用。
  - 10月1日：開始運行至日本国有鐵道御殿場線御殿場車站。

### 高度成长期

#### 轻量高性能新特急SE车登场
- 1957年（昭和32年）3000形SE车

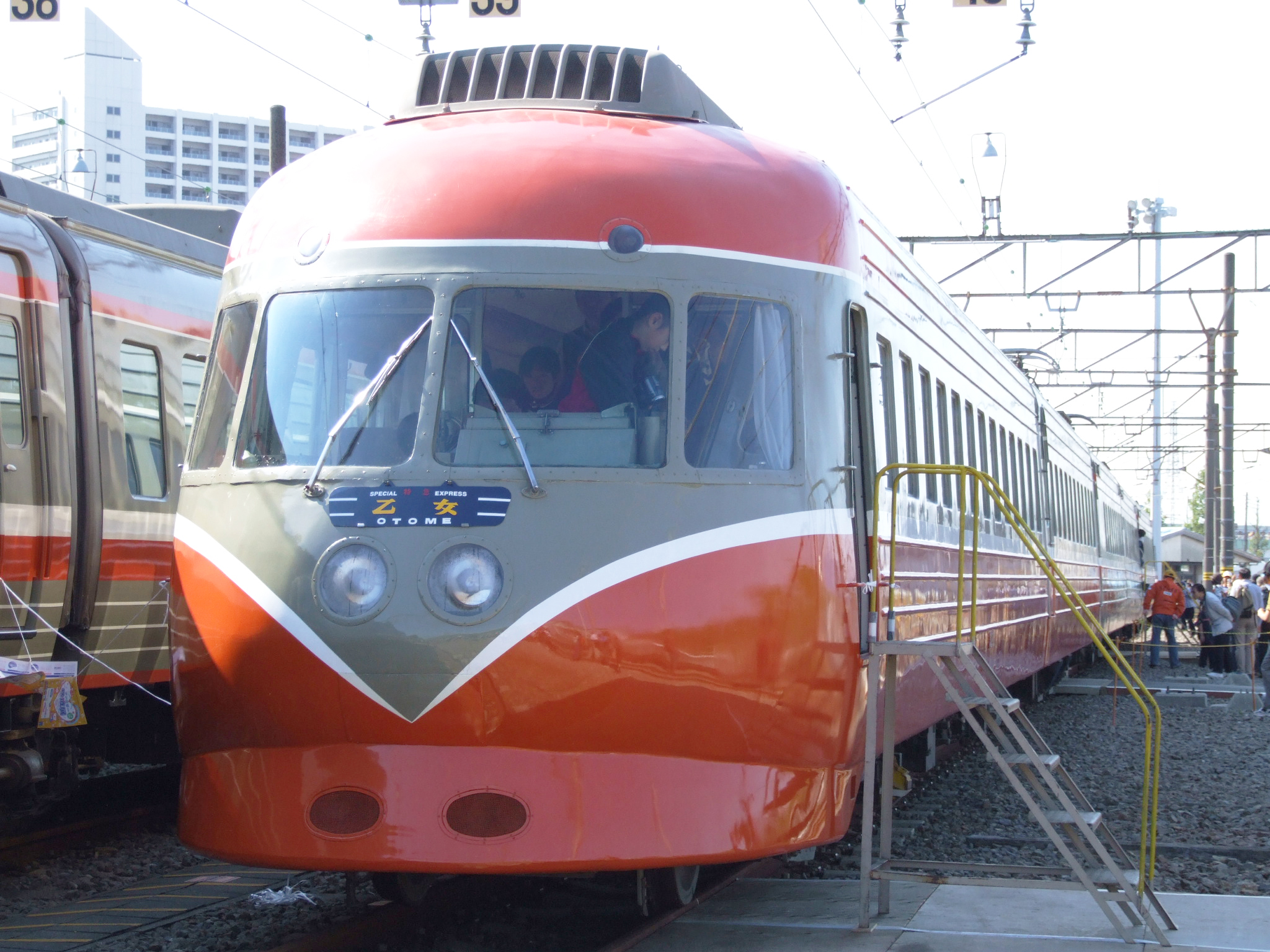
3000形SE车

  - 6月27日：舉辦新特急车3000型「SE」展示會[9]。
  - 7月6日：3000型「SE」投入使用。
  - 9月20日至28日：3000型「SE」外借給日本國有鐵道（國鐵），並進行了高速行駛試驗。其中27日在東海道本線函南車站 - 沼津車站之間創下了當時世界上窄軌鐵路最高速度記錄145km/h。
- 1958年（昭和33年）1月29日：3000型「SE」獲得了1958年第1回鐵道友之會藍絲帶獎。
- 1963年（昭和38年）
  - 3月3日：由3000型「SE」擔當，臨時滑冰特急「白銀號」運行。·

#### 前展望NSE车登场

箱根黄金路线

- 箱根黄金路线SE形车登场以後，因为乘坐特急车的乘客数大量增长，周末出现运力不足的情况。此外在1960年箱根索道完成，出现了被称作“箱根黄金路线”（箱根ゴールデンコース）的新周游路线。为了适应快速增长的客流以及更好的面对即将于1964年开幕的东京奥运会，小田急推出新型特急电车3100型“New Super Express”。

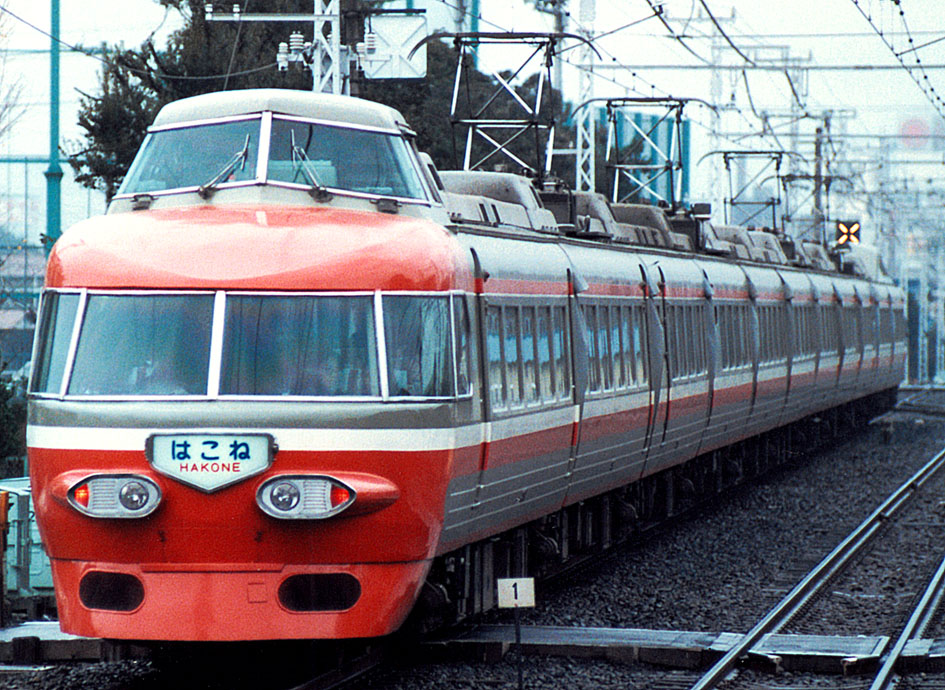
3100形NSE车

  - 3100形NSE车1963年（昭和38年）3月16日：3100型「NSE」投入使用。
  - 小田急浪漫特快第一輛設有展望席的列車登場。於該月13日至15日期間舉辦展示會。
  - 春季，作為小田急百貨店夏季商戰的一部分，於3100型「NSE」車内舉辦泳裝展示。
  - 11月：3000型、3100型提速至小田原線内的營業最高速度110km/h，並修改時刻表。新宿車站＝小田原車站之間最快只需要62分[10]。
- 1964年（昭和39年）
  - 1月17日、26日：皇太子明仁親王、太子妃美智子（現 上皇、上皇后）在新宿車站 - 箱根湯本車站之間乘車往返。
  - 2月17日至21日、24日至28日、3月2日至6日：3100型「NSE」6輛編成運行（通常為11輛編成）。
  - 3月20日：於假日開行新宿車站 - 片瀨江之島車站間「江之島」號，中途停靠藤澤車站。
  - 7月10日：3100型「NSE」獲得1964年鐵道友之會藍絲帶獎。
- 1965年（昭和40年）3月1日：開始「江之島」每日運行。
- 1966年（昭和41年）
  - 4月1日：所有特別急行列車開始使用列車無線電。
  - 6月1日：在新宿車站 - 箱根湯本車站間開行「相模」號，中途停靠向丘遊園、新松田、小田原。同時，新宿車站 - 小田原車站之間不停車的特急使用「箱根」為車名。
- 1967年（昭和42年）
  - 6月23日：可憑定期票乘坐特急列車。
  - 7月2日：實施3000型「SE」的直通御殿場線用5輛編成化工程（至1968年3月29日）。
  - 10月1日：在新宿車站 - 箱根湯本車站間行駛「朝霧」號，中途停靠車站新原町田（現在的町田）、小田原。
- 1968年（昭和43年）
  - 6月3日：制定兒童特急票價。

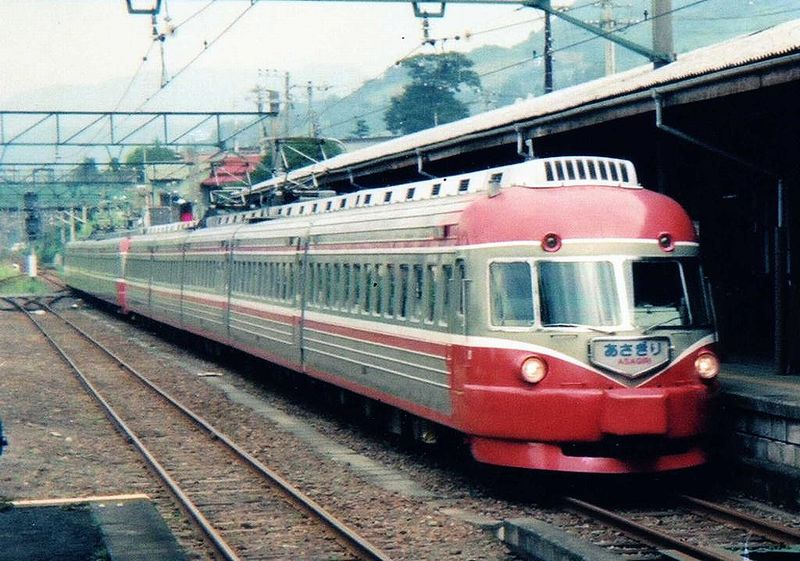
SE车あさぎり

  - SE车あさぎり6月30日：受御殿場線電氣化影響，Kiha5000型、5100型的連絡準急廢止。這兩種列車因不再使用而賣給關東鐵道。
  - 7月1日：由3000型「SSE」擔當，直通御殿場線的運行開始。同年10月列車種別由「連絡準急」改為「連絡急行」，制定連絡急行票價制度並廢止連絡準急票價，车名爱称统一为あさぎり（朝霧）
- 1969年（昭和44年）1月1日：於新宿車站 - 新原町田車站區間開行臨時特急「初詣號」1往返（中途停靠参宮橋和向丘遊園）。之後每年均開行「初詣號」特急。
- 1972年（昭和47年）8月24日：受在沿線的英国人教師抗議「列車警笛是噪音公害之源」影響，相模大野站以東禁用警笛。
- 1979年（昭和54年）2月27日：引進特急券線上座位預約銷售系統

### 1980-1990年代

#### 向休闲多样化进军
为了替换逐渐老化的1970年代SE车，1980年代7000形登场，7000形被称为“Luxury Super Express”，简称“LSE”车。和旧款NSE车相比LSE对编成和定员没有做大的更改，对设计和一部分主要机器进行了变更。
- 1980年（昭和55年）7000形LSE车行驶在东海道本线上的LSE车（1982年12月14日）
  - 12月25日：[[小田急7000型電力動車組|7000型「LSE」]]完成紀念列車運行。
  - 12月27日：7000型「LSE」第1編成 (7001F) 投入使用。
- 1981年（昭和56年）
  - 在 TBS播出以浪漫特快乘務員為主題的電視劇。
  - 3月29日：於鐵道之友會主辦「新型浪漫特快試乘會」使用7000型「LSE」運行於海老名→小田原→新宿間。
  - 6月15日：FM東京主辦、資生堂贊助的團體列車「ORANGE EXPRESS」使用7000型「LSE」第1編成（7001F）運行。
  - 9月13日：7000型「LSE」獲得1981年鐵道之友會藍絲帶獎。
- 1982年（昭和57年）
  - 7月25日：作為於向丘遊園舉辦的活動的關聯企劃，在新宿車站 - 向丘遊園車站間，使用3000型「SSE」，由伊藤つかさ擔任車掌的團體列車「你好（ニーハオ）つかさ號」運行。
  - 12月8日至15日：作為日本國有鐵道的「新型特急車輛開發計劃」的環節之一， 7000型「LSE」第2編成（7002F）借出給國鐵，在東海道本線大船車站 - 熱海車站間進行試車。
- 1983年（昭和58年）
  - 3月30日：3000型「SSE」第1編成（3001F）賣給大井川鐵道（1989年5月廢車）。
  - 7月：開始在新宿車站 - 片瀨江之島車站間使用3000型「SSE」行駛團體列車「め組EXPRESS」。
- 1984年（昭和59年）
  - 2月1日：联络特急“あさぎり”停靠站增加本厚木和谷峨站[12]。
  - 3月25日：開行臨時團體列車「小田急箱根クイズラリー號」。
  - 8月9日：進行3000型「SSE」車體整修（至1985年3月27日）。
  - 12月25日：進行3100型「NSE」車體整修（至1988年10月20日）。
- 1984年（昭和60年）：あさぎり支持定期乘车券[13]。
- 1986年（昭和61年）10月4日：在7000型「LSE」車内設置車内電話。
- 1987年（昭和62年）
  - 2月：受7000型「LSE」發生事故影響導致浪漫特快車輛不足，將通勤型車輛（8000型）作為特急列車運行（列車的種別表示幕有『臨時』字樣）。
  - 7月1日：所有浪漫特快的1至3車設為禁煙車（小田急浪漫特快史上首次出現禁煙席）。10000形HiSE车
  - 12月23日：10000形「HiSE」投入使用。10000形设计上意图带有“现代感”，设定的关键词有“High Decker”[14],"High grade"[14],"High level"[14]和"High performance"[14]等，因此简称“HiSE”。
- 1988年（昭和63年）
  - 1月1日：在由10000型「HiSE」行駛的「初詣號」上實施「[[移動咖啡廳|移动咖啡厅]]」服務（這是唯一一次在「初詣號」上實施「移動咖啡廳」）。
  - 9月11日：10000型「HiSE」獲得1988年鐵道之友會藍絲帶獎。同時在新宿→小田急多摩中心之間開行受賞紀念列車。
- 1990年（平成2年）
  - 4月至5月：紀念多摩線開業15週年，在唐木田車站 - 新百合丘車站 - 片瀨江之島車站間開行臨時列車「江之島・鎌倉Express」。
  - 7月至8月：在上列同區間開始臨時列車「湘南海洋特快」。
- 1991年（平成3年）3月15日：停止3000型「SSE」的定期運用，在新宿車站舉行紀念儀式。廢止連絡急行票價。

为了应对与东海旅客铁道（JR东海）的竞争，藉由更换联络特急あさぎり，小田急和JR东海在新车型上达成了相互直通运转的共识。
- 1991年（平成3年）

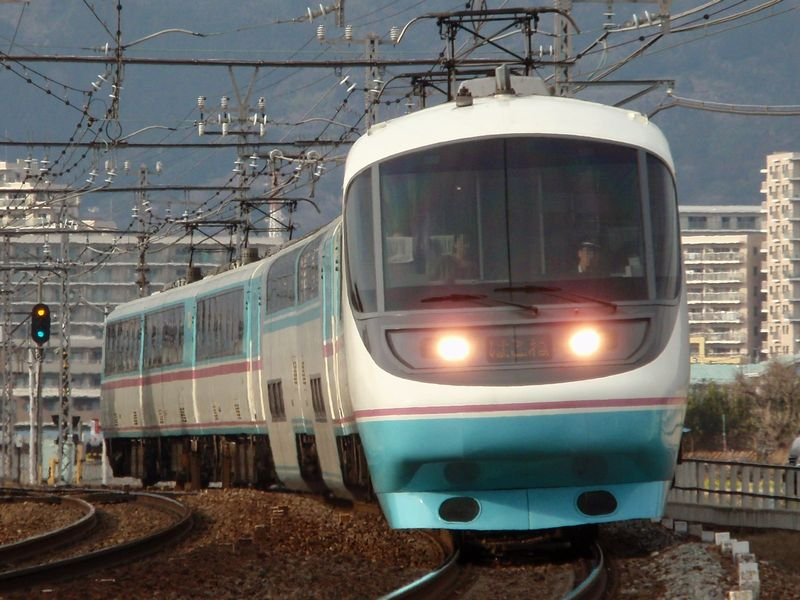
20000形RSE车

  - 20000形RSE车3月16日：20000形「RSE」、JR東海371系電聯車系投入使用。20000型「RSE」是“Resort Super Express”的简称。为了在式样与JR东海371系保持基本相同，20000形「RSE」放弃了浪漫特快一直以来设有的关节式转向架和展望车厢，但保持了双层车厢和特别席。「あさぎり」由連絡急行提升為特急，運行區間延長至沼津車站。設置特別席"super seat green車"。同時制定特別席（super seat green車）票價。同日，ORS開始進行車內售貨服務。
  - 7月：臨時列車「號」運行。
- 1992年（平成4年）
  - 3月8日：在新宿車站→唐木田車站區間舉辦「再見3000型走行會」。
  - 3月25日：在上記的區間運行臨時列車「號」。
  - 3月31日：3000型「SSE」全廢。
  - 6月：臨時列車「紫陽花號」運行。
  - 8月29日：20000型「RSE」活動1992年鐵道友之會藍絲帶獎。同時在新宿→唐木田之間開行受賞記念列車。
  - 10月3日：為紀念第9回全國綠化神奈川博覽會，開行臨時列車「Green Wave相模原號」，車型是7000型「LSE」。
  - 10月25日：團體列車「號」於新宿車站 - （經御殿場線、東海道本線） - 身延線富士宮車站之間運行。車型是20000型「RSE」。
  - 11月10日：於大野工場設立3000型「SSE」的紀念碑。
- 1993年（平成5年）
  - 3月9日 於大野工場進行3000型「SSE」第3編成 (3021F) 的静態保存施工。
  - 3月16日，進行過静態保存用施工的3000型「SSE」第3編成 (3021F) 開回海老名車輛基地。
  - 3月20日：3000型「SSE」第3編成(3021F)搬至海老名車輛基地內的保管庫永久保存。
  - 3月28日：日東紅茶（三井農林）停止在小田急浪漫特快上提供「移動咖啡廳」服務。同日，作為鐵道友之會30周年紀念活動，3100型「NSE」在小田急多摩中心車站4號月台展示。同時在京王多摩中心車站1號月台展出京王帝都電鐵（現京王電鐵）5000系 [16]。
- 1995年（平成7年）3月4日：部分「朝霧」號開始在本厚木車站停車。
- 1995年（平成7年）
  - 實施7000型「LSE」的整修施工（ - 1997年）。
  - 3月26日：森永不再提供小田急浪漫特快的「移動咖啡廳」服務。由此曾是小田急浪漫特快傳統的「移動咖啡廳」服務宣告廢止。

#### 日常使用的应对，EXE车登场

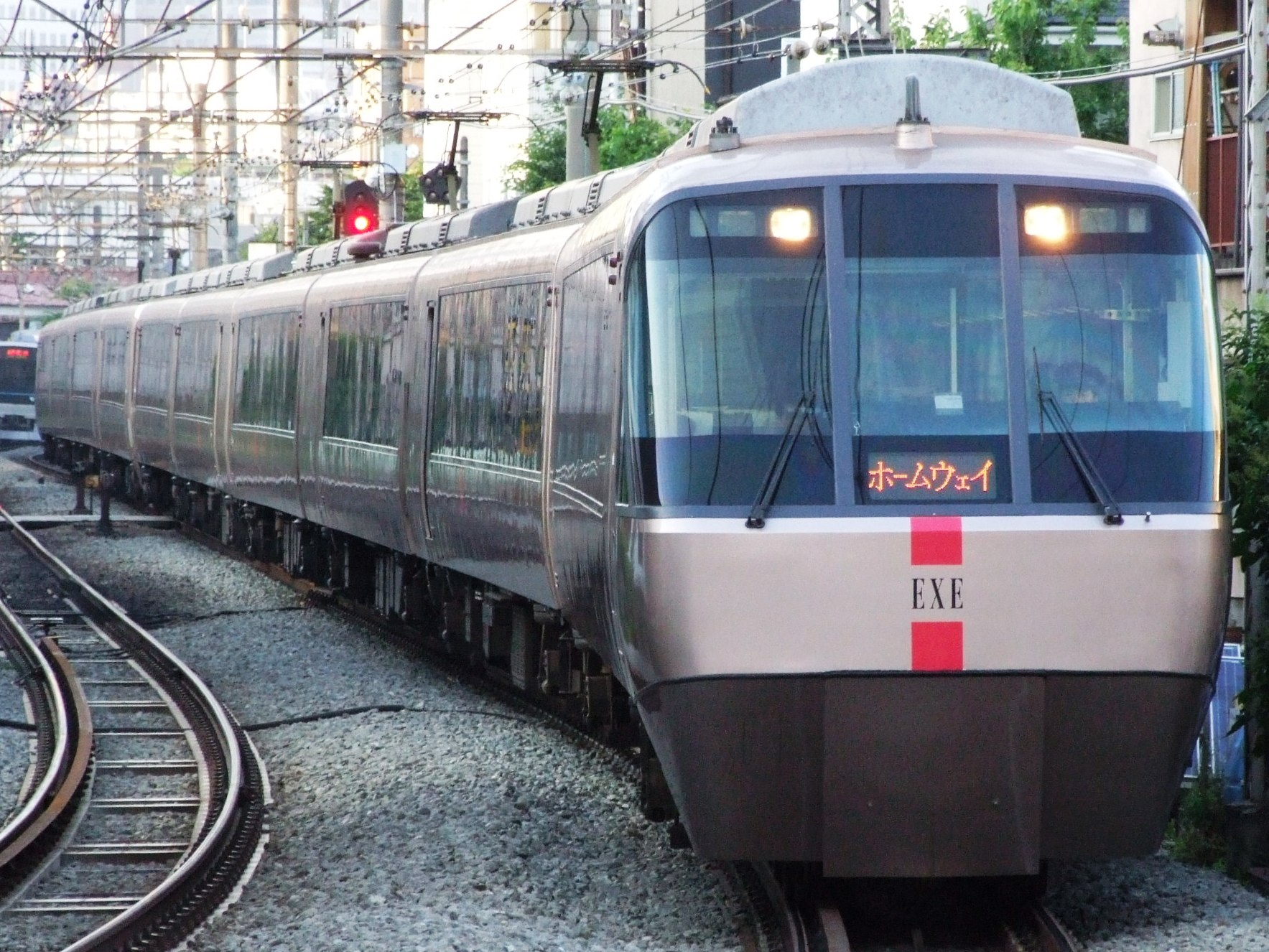
30000形EXE車

在这一期间，小田急浪漫特快的乘客群体发生变化，观光客之外的日常使用需求增加。当时，因为1963年引入的NSE车逐渐开始退役，以及箱根特急的乘客以每年5%左右的速度减少，为了增强对日常目的乘坐特急乘客的支持，小田急在1996年引入了新型车30000形。30000形被称为"Excellent Express",简称"EXE車"。30000形车并没有引入小田急一直以来设有的特色展望车。

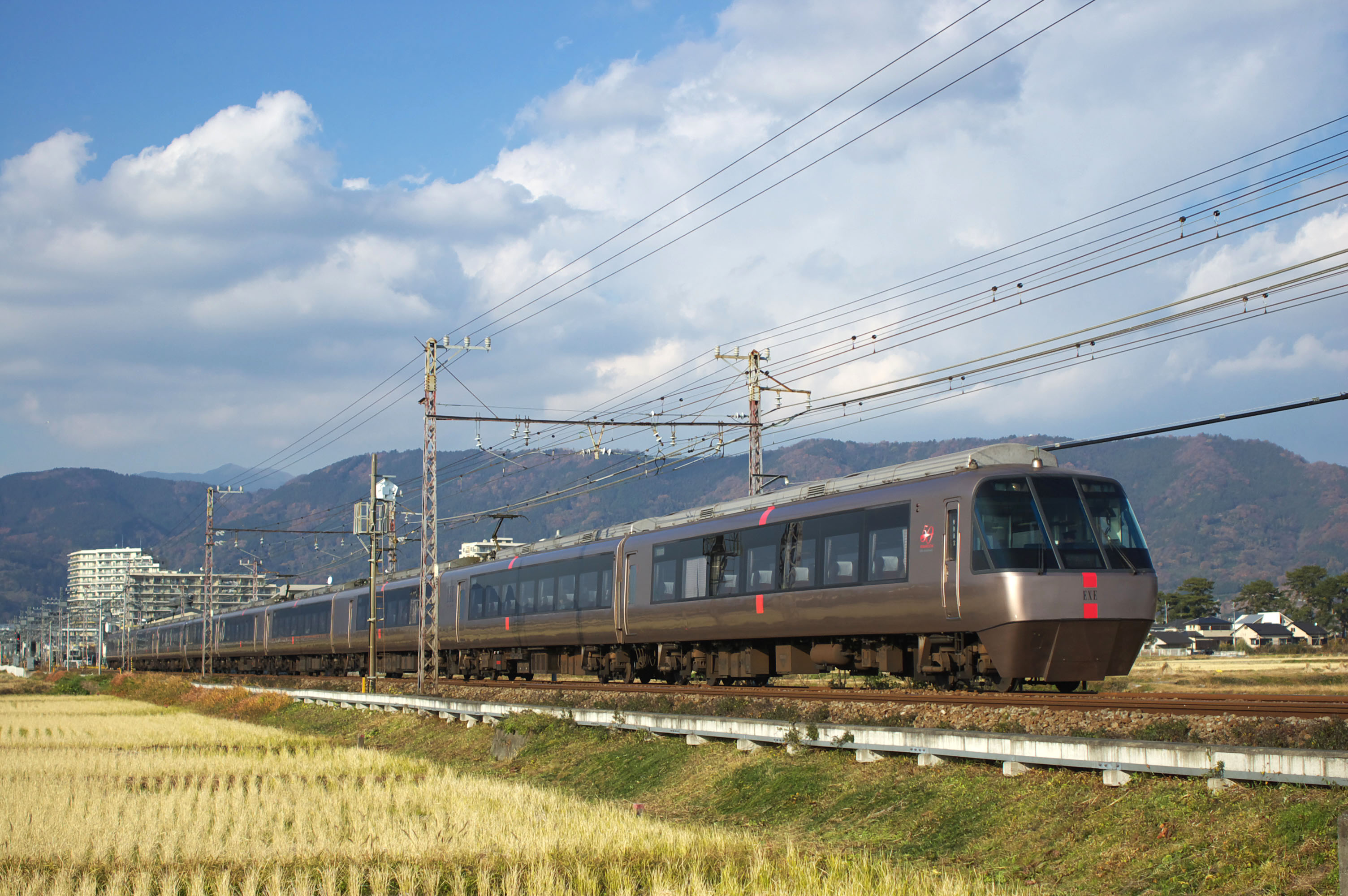
至今仍在运行的30000形电车（摄于2007年12月9日）

- 至今仍在运行的30000形电车（摄于2007年12月9日）1996年（平成8年）3月23日：30000形「EXE」投入使用。由於大多數「箱根」號列車均在町田車站停車，不在町田車站停車的「箱根」改名為「超級箱根」。由於30000型「EXE」投入使用，部分「箱根」和「江之島」開始進行併結運行。「江之島」開始在大和車站停車。
- 1997年（平成9年）：紀念小田原線開業70周年，將3100型「NSE」第4編成 (3161F)改造，開始運行「70」。
- 1999年（平成11年）
  - 7月11日：於相模大野車站 - 唐木田車站之間舉辦「3100型NSE再見走行會」。
  - 7月16日：3100形「NSE」退出定期列車運行，在新宿車站和箱根湯本車站舉行紀念儀式。
  - 7月17日：廢除「相模」這兩個名稱，「Homeway」這兩個列車愛稱登場。從同日開始，停止在特急列車的乘車口進行檢票。

### 2000年以後

#### 回归观光特急的原点-VSE车登场
迈入新世纪後，日常特急乘客数量不断增加，而箱根特急的乘客数在大幅减少。1987年箱根特急的年乘客数为550万人，到2003年仅有300万人。同时因为日本泡沫经济後的低迷经济访问箱根的游客数量依旧有减少的趋势。此外，2001年开始运行的JR东日本湘南新宿線于2004年运行区间延长，不带有展望席的EXE车竞争力进一步被削弱。
在这样的情况下，小田急决心重新启用带有展望席的标志性车辆10000形“HiSE”，但1987年引入的“HiSE”车使用高床架构，无法满足新提出的无障碍改造要求，在无法改造的现实下小田急决定制造全新车型。新车型设计之初有“不再使用浪漫特快，另辟新名称”和“回归浪漫特快的原点，比浪漫特快更浪漫”两个想法，且最终选择了後者。

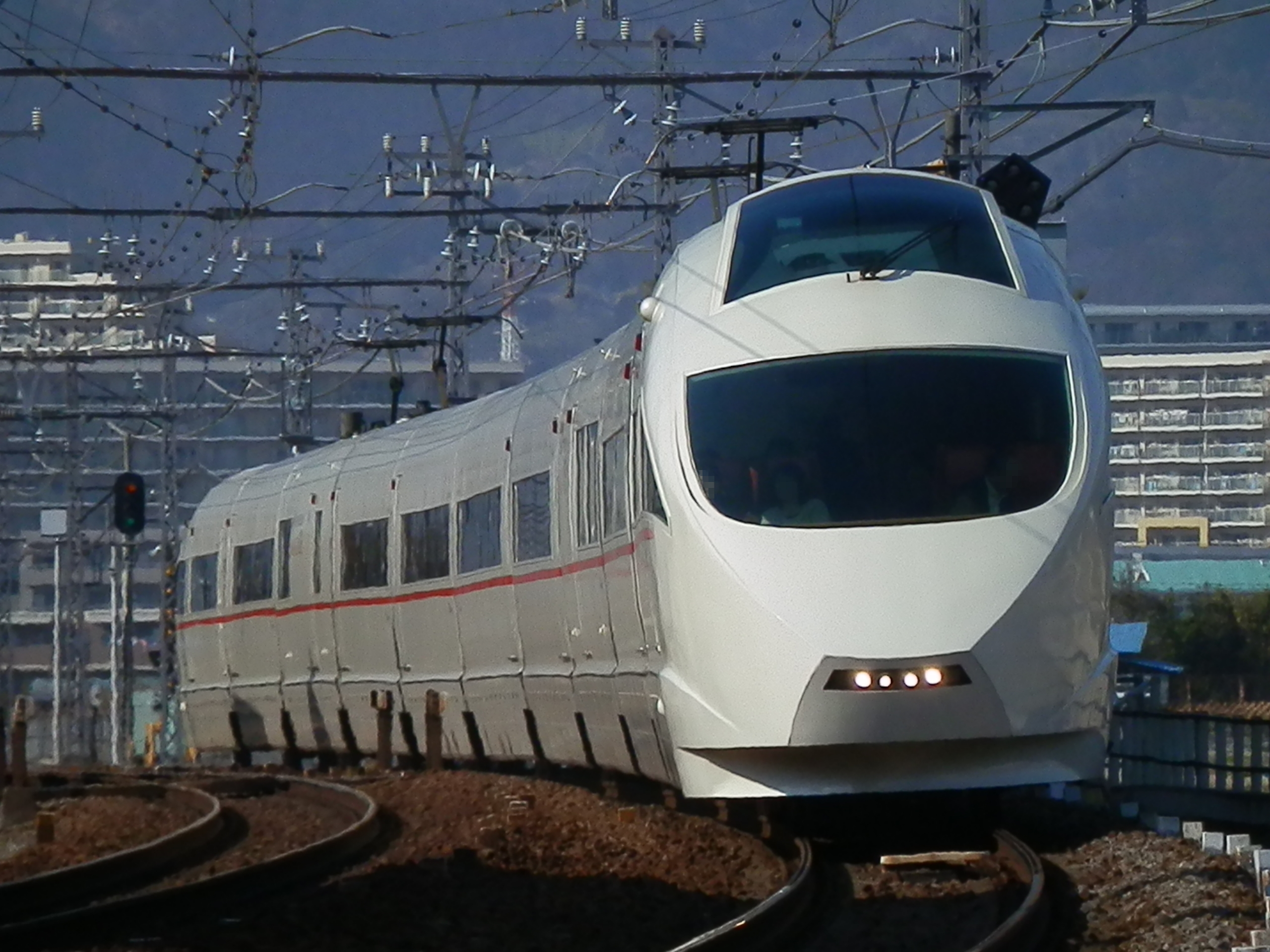
50000形VSE车

2005年，随着新车50000形发布，“小田急浪漫特快”重新登场，新车恢复了小田急特色的关节式转向架和展望车厢，同时引入新科技摆式技术，“让刚登车的乘客即已感受到来到箱根”。新车昵称为"Vault Super Express",简称"VSE车"。VSE车登场後，箱根周游券的发售数量从2006年的49万8000枚增长到2009年的74万枚。
- 2000年（平成12年）4月23日：舉辦「ゆめ70 再見運行」。
  - 4月26日：3100型NSE第4編成 (3161F) 「ゆめ70」廢車。至此宣告3100型「NSE」全廢。
  - 12月2日：作為多摩線首個定期列車的浪漫特快，「Homeway」登場。
- 2001年（平成13年）
  - 3100型「NSE」3181号車在開成車站前静態保存。
  - 4月24日：10000型「HiSE」的10041F改為以「意大利特快」的名稱運行（至2002年3月）。
  - 7月8日：開始「浪漫特快@俱樂部」的預約服務。
  - 7月15日：開始特急券的無票服務。
  - 9月3日：3100型「NSE」的第7編成(3221F)在喜多見電車基地內實施静態保存。
  - 10月27日：開始「浪漫特快@俱樂部PC」的預約服務。
  - 12月31日：長期以來面向初詣客的臨時特急列車其名稱由「初詣號」改為「New Year Express」。
- 2002年（平成14年）
  - 2月1日：在30000型「EXE」的1號車進行了無線網絡實驗（ - 3月31日）。
  - 3月23日：特急票價降價。廢除36公里以上的特定票價。
  - 小田急浪漫特快的新電視廣告開始播出。
- 2003年（平成15年）4月6日：修改座席號碼的表記方法。
- 2004年（平成16年）12月11日：廢除，恢復「相模」的列車愛称。大幅減少「江之島」的運行班次數。
- 2005年（平成17年）
  - 2月19日：在海老名電車基地內舉辦50000型「VSE」的車輛參觀會。
  - 3月5日：在新宿→小田急多摩中心間和唐木田→新宿間舉辦50000型「VSE」的試乘會。
  - 3月19日：50000型「VSE」第1、2編成（50001F、50002F）投入使用。同日、在車內派發的免費觀光雜誌『るるぶFREE ロマンスカー 箱根 小田原』創刊。
  - 4月1日：購買特急券在小田急point card內加算積點的服務開始。

#### 日本首次地铁直通付费特急-MSE车登场

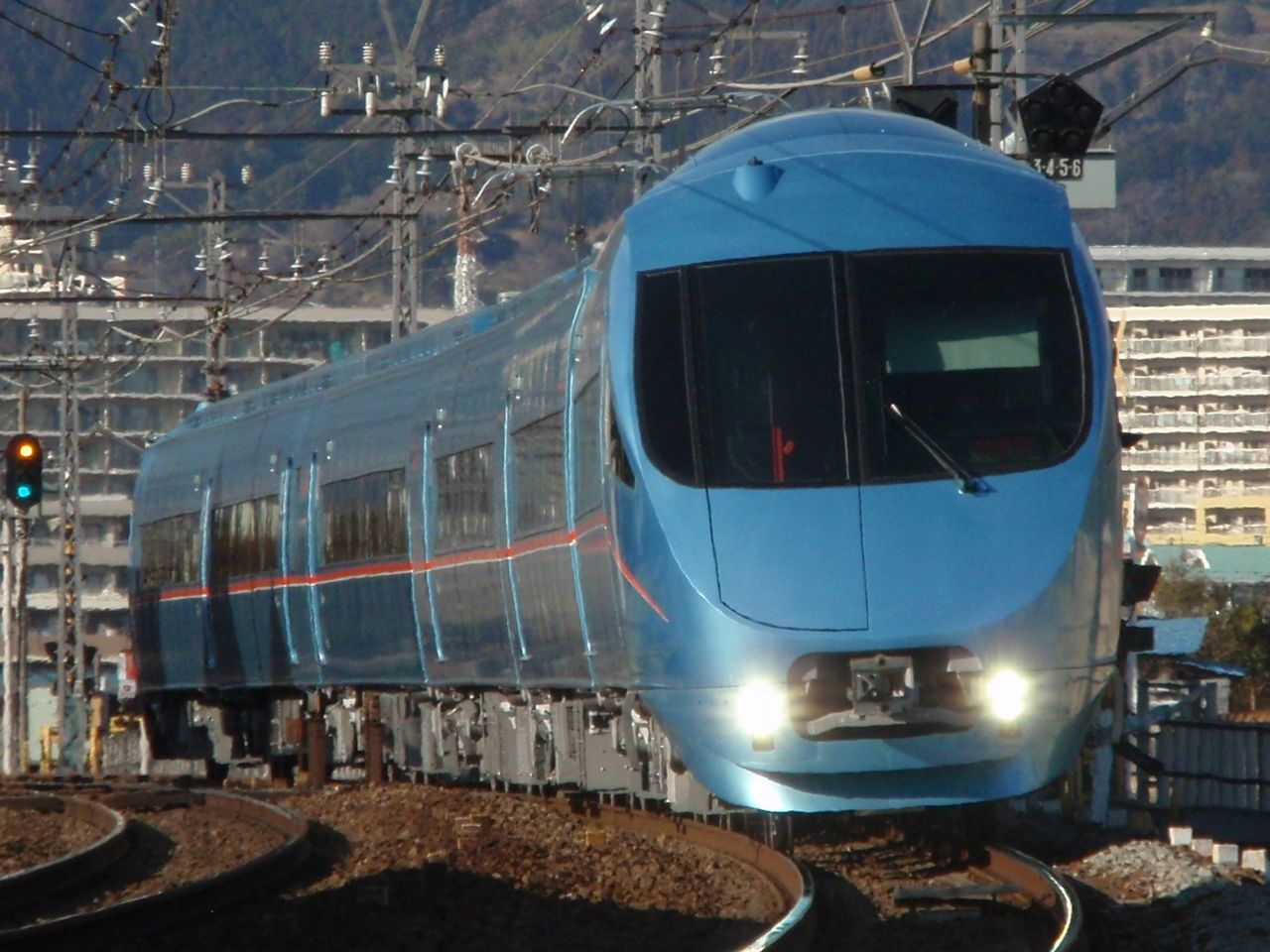
60000形MSE車

2005年5月17日：發布小田急浪漫特快將直通至東京地下鐵千代田线的新闻。这是“日本首次座席指定制特急列車的地下铁直通”计划。同时将導入新型車輛60000型「MSE」。60000型以为主题，定名为"Multi Super Express",简称"MSE车"。从2008年3月运行开始。
- 2005年（平成17年）
  - 7月1日：開始可通過小田急point card累積的點數來購買特急券的服務。
  - 8月12日：10000型「HiSE」的第2、4編成（10021F、10061F）讓渡給長野電鐵。
  - 10月1日：過去一直被禁止的小田原車站 - 箱根湯本車站之間乘車時若列車有空座，可不制定座席的「座席券」開始發售。另外「座席券」在当天浪漫特快發車前的月台銷售。
  - 10月6日 - 10月11日：發生在「浪漫特快@俱樂部」可瀏覽他人個人信息的事件。
- 2006年（平成18年）
  - 1月12日：50000型「VSE」獲得2005年度優良設計獎（Good Design賞）。
  - 1月14日：紀念50000型「VSE」獲得優良設計獎，在車體上貼上「G」標誌。
  - 2月16日：以「箱根43号」名稱運行的7000型「LSE」第1編成 (7001F) 列車在通過小田急相模原車站的18時16分時，一名男性跳入月台自殺。當時展望席的玻璃嚴重受損，展望旅客9人受傷。
  - 2月17日：受事故影響，所有列車的前展望席暫停使用。
  - 2月24日：由於實施了在展望席的玻璃粘貼防止飛散的貼膜的安全措施，恢復前展望席的使用。
  - 3月19日：50000型「VSE」投入使用1周年記念，在新宿、町田、小田原、箱根湯本的各車站於到達、發車時拉響補助警笛（ミュージックフォーン）。在50000型「VSE」的車體上粘貼「1st ANNIVERSARY」的紀念標誌。
  - 3月31日：在新宿車站的西口地上檢票口前開設「浪漫特快咖啡廳」。
  - 4月8日：以箱根14号名稱運行的50000型「VSE」在町田車站發車後，在展望席發生漏雨事件。之後進行了防止漏雨的施工。
  - 5月15日：開始實施對若沒有特急券就搭乘特急的旅客追加300日圓購買特急券的制度[27]。另外，通過這一方式購買的特急車票不能指定座位。

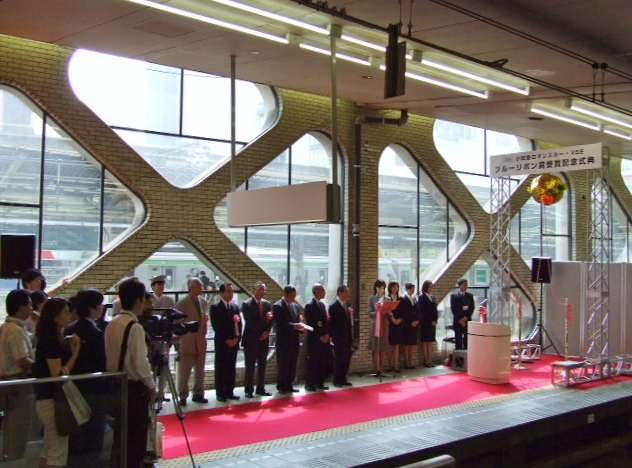
小田急電鉄50000形蓝丝带奖颁奖典礼

  - 小田急電鉄50000形蓝丝带奖颁奖典礼9月10日：50000型「VSE」獲得2006年鐵道友之會的藍絲帶獎。定期列車「超級箱根13號」的部分借給鐵道友之會，運行受賞紀念列車。另外，在車體上粘貼「Blue Ribbon ROMANCECAR VSE 2006」的紀念標識。
- 2007年（平成19年）
  - 3月18日：全席全天禁煙化。同日、「湘南國際馬拉松號（臨時31號）」在新宿車站→片瀨江ノ島車站之間運行。
  - 7月6日：紀念小田急浪漫特快3000型「SE」使用50周年，7000型LSE改為旧塗装。同時在新宿→小田原之間開行「旧塗装特別記念號」[28]。
  - 8月18日、25日：在成城学園前車站 - 小田原車站之間開行團體列車「奧特曼浪漫特快 M78星雲号」[29]。
  - 10月19日：舉辦面向鐵路關係者的60000型「MSE」公開會。當天發表小田急浪漫特快直通至東京地下鐵的概要。
  - 10月20日・21日，於在海老名電車基地舉辦的「家庭鉄道展2007」展示3000型「SSE」、3100型「NSE」、7000型「LSE」的旧塗装車，並首次對一般民眾公開60000型「MSE」。
- 2008年（平成20年）
  - 2月9日：於秦野車站 - 新百合丘車站 - 小田急多摩中心車站之間開行團體列車「Hello Kitty號」。

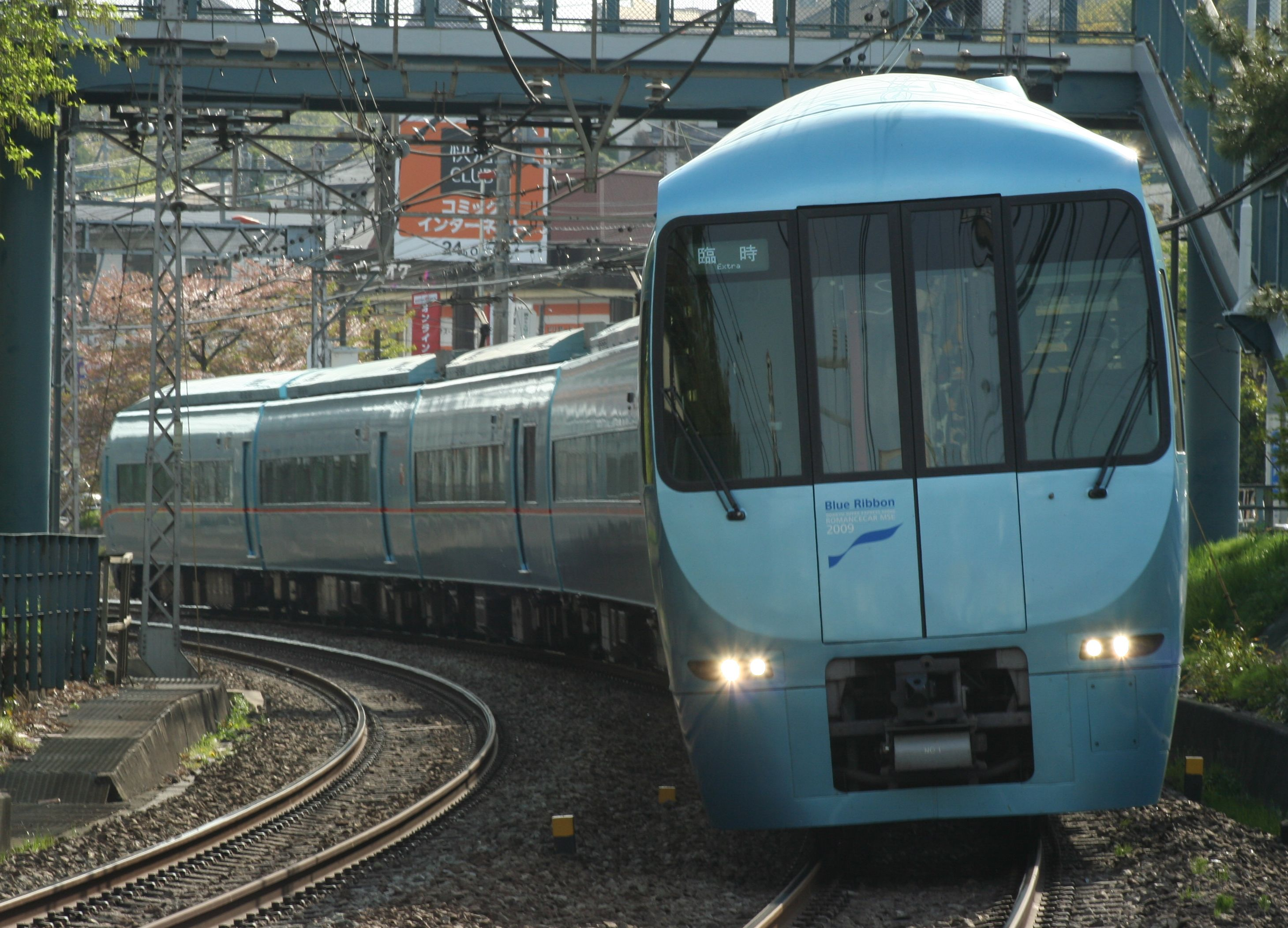
小田急電鉄60000形（MSE车）

  - 小田急電鉄60000形（MSE车）3月15日：60000型「MSE」投入使用。開始運行直通至東京地下鐵千代田線的浪漫特快。
  - 5月3日：開始運行由60000型「MSE」擔當，不定期經由東京地下鐵千代田線直通有樂町線的列車。
  - 7月15日：60000型「MSE」車内専用派發免費觀光雜誌『るるぶFREE MELLODA』創刊。
  - 7月22日 - 8月22日：於該期間週一到週五，在唐木田車站 - 片瀨江之島車站之間開行「湘南海洋號（臨時51號（開往片瀨江之島）、臨時52號（開往唐木田）」。
  - 9月30日：60000型「MSE」獲得第10屆布魯內爾獎（ブルネル賞）車輛部門獎勵賞。
  - 10月8日：60000型「MSE」獲得Good Design賞。同日開始在車體上揭出「G標誌」。
- 2009年（平成21年）
  - 2月14日、15日、21日、22日、「メトロおさんぽ號（臨時メトロ80號）」在町田車站 - 北千住車站之間運行。
  - 3月22日：團體列車「環保浪漫特快」在新宿車站 - 小田原車站之間運行。
  - 7月21日 - 8月21日，於該期間週一到週五，在成城学園前車站 - 片瀨江之島車站之間運行「湘南海洋號」。另外，從8月3日到8月7日，為實施「清涼商務列車」而將車内設定温度提高1 - 2度。
  - 9月13日：舉辦60000型「MSE」獲得2009年鐵道友之會藍絲帶獎頒獎典禮。定期列車「箱根15號」的部分借給鐵道友之會，運行受賞紀念列車。並在車體粘貼「Blue Ribbon ROMANCECAR MSE 2009」的紀念標誌。
  - 11月15日：「メトロもみじ號（臨時81號（開往小田原）、臨時82號（開往北千住）」在北千住車站 - 小田原車站之間運行。
- 2010年（平成22年）
  - 1月6日：7000型「LSE」7002F廃車[30]。
  - 1月：7000型LSE（3編成）和10000型HiSE（2編成）計5編成的車輛的連接部分的金属發現數個傷痕，LSE和HiSE暫停行駛（讓渡給長野電鐵的前10000型HiSE的1000型「ゆけむり」2編成也暫停運行）[31]。
- 2011年（平成23年）
  - 3月11日：發生東北地方太平洋沖地震，浪漫特快所有列車暫停運行。
  - 3月14日，受福島第一核電廠停止導致電力不足，東京電力實施計劃停電。受此影響，自該日起所有浪漫特快列車暫停運行，特急券的銷售也告暫停[32]。
  - 4月16日：自該日起在臨時時刻表的基礎上恢復運行。除了部分恢復運行的「朝霧號」以外均以臨時特急（臨時○○號）運行，直通東京地鐵千代田線的浪漫特快繼續暫停運行。浪漫特快所有車輛粘貼「がんばろう日本」的標識。4月16日運行的浪漫特快所有列車（不含朝霧號）的特急票價部分捐贈給日本紅十字會 [33]。
  - 4月29日：以通常的列車名恢復運行。
  - 10月：由於有樂町線月台門施工[34]、「Bay Resort」暫停運行。
- 2012年（平成24年）
  - 3月16日：停止10000型「HiSE」、20000型「RSE」的運行[35]。JR東海371系將不再擔當「朝霧」的運行任務[36]。
  - 3月17日：「朝霧」開始使用60000型「MSE」。運行區間縮短為新宿車站 - 御殿場車站之間，班次數改為週一到週五3次往返，週六和休息日4次往返。「Metro箱根」週一到週五往返運行1次。「Bay Resort」停止運行[37]。
- 2016年（平成28年）
  - 3月26日：給停靠車站追加海老名車站和伊勢原車站。廢止開往多摩線唐木田車站的列車。增班平日的「MetroHomeway」。用50000形「VSE」充當平日1班開往藤澤車站的「Homeway（VSE首次的定期「Homeway」，定期的江之島線運用）[38]。

#### 四线化完成，多年愿望终达成-GSE型车登场

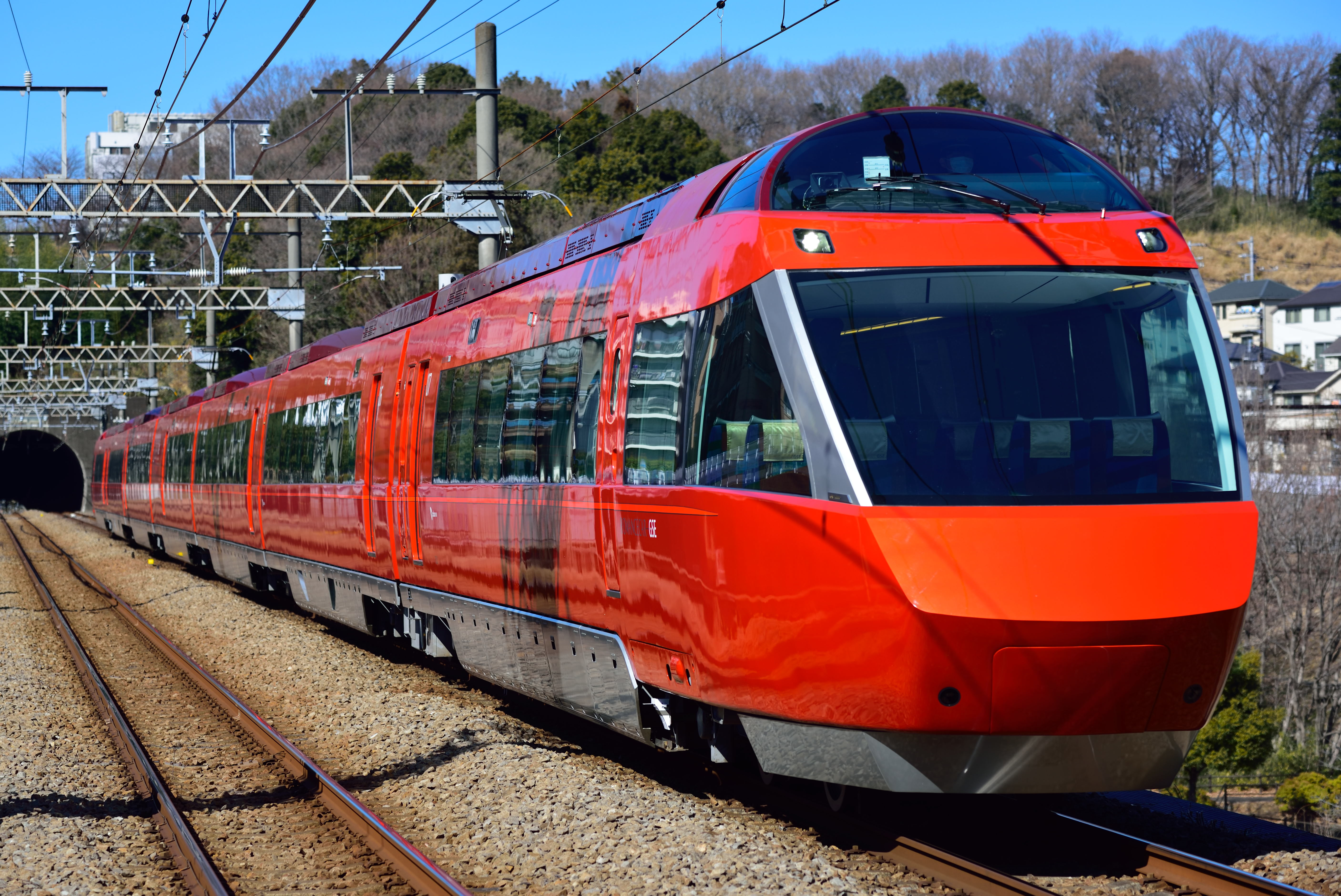
小田急70000型GSE车

2018年3月17日，时隔十年後新车型小田急电铁70000型登场。70000型时隔13年再次恢复了继VSE型车後消失不见的展望席，取“在时光中优雅地前往箱根的浪漫特快”之意，定名"Graceful Super Express"，简称"GSE"。
同时随着代代木上原和登户间的四线化完成，一辆运行于星期六的“超级箱根号”新宿小田原间最短只需59分钟，终于完成SE型车设计当初“新宿小田原间60分钟以内”的愿望。

## 外部連結
- 小田急電鐵－きょう、ロマンスカーで。 （页面存档备份，存于）（日語）
- 小田急電鐵－浪漫特快 （页面存档备份，存于）（日語）
  - 小田急電鐵－浪漫特快 （页面存档备份，存于）（繁體中文）
- 關於小田急羅曼史號直通至東京地下鐵千代田線